# 村田誉之
村田 誉之（むらた よしゆき、1954年7月19日 - ）は、日本の実業家。大和ハウス工業代表取締役副社長。
大成建設代表取締役社長、同副会長を歴任した。

## 来歴
埼玉県出身。小学生の頃に国立競技場 を見て憧れ、建設会社を志した。高校1年生の最後に、建築の世界に進もうと決心したという。
東京大学工学部建築学科に進学し、内田祥哉研究室に在籍。同級生には建築家の隈研吾や大江匡がいた。また、在学中は心身を鍛えるためアメリカンフットボールにも取り組んだ。卒業した1977年、大成建設に入社。
1996年東京支店作業所長、2003年同支店工事部長、2009年大成建設ハウジング社長、2011年大成建設執行役員関東支店長、2013年4月常務執行役員建築総本部長兼建築本部長兼社長室副室長、同年6月取締役に就任。
2015年4月1日付で、大成建設の社長に就任（同社8年ぶりのトップ交代で山内隆司前社長は代表権のある会長となった）。同年9月、国立競技場の再コンペ（18日締切）に「積極的に取り組みたい」と述べ、「申し込みする」と明言した。
2016年11月、福岡市地下鉄七隈線の延伸工事真上のはかた駅前通り（博多駅前2丁目交差点付近）での大規模陥没事故に際し、村田社長は「市民の皆さんに大変なご迷惑をおかけした」と謝罪した。
2020年6月、相川善郎の社長就任にともない代表取締役副会長となるが、翌2021年6月に大成建設を退社し、大和ハウス工業の取締役副社長（技術統括本部長も兼任）に就任した。2022年6月には代表取締役副社長となっている。